# Каллон, Мишель
Мишель Каллон (родился во Франции в 1945 г.) — профессор социологии в Горной школе Парижа и член Центра социологии инноваций. Это один из влиятельнейших авторов в области исследований науки и технологий (STS). Один из основоположников, вместе с Бруно Латуром и Джоном Ло, акторно-сетевой теории.
Начиная с 1990-х ггодов Мишель Каллон возглавляет академическое направление, стремящееся применить основные положения акторно-сетевой теории при изучении экономической жизни (особенно экономических рынков).
Это направление пытается выявить взаимоотношения между хозяйственной сферой и экономической наукой, показать как экономическая наука (economics) влияет на систему хозяйствования (economy).

## Награды и признание
В число наград входит Серебряная медаль Национального центра научных исследований (2007).

#### На русском языке
- Каллон М., Меадель С., Рабехарисоа В. Экономика качеств // Журнал социологии и социальной антропологии : журнал  / пер. с франц. Г. Б. Юдина. — 2008. — Т. XI, № 4. — С. 59-86. — ISSN 1029-8053.
- Каллон М. Некоторые элементы социологии перевода: одомашнивание морских гребешков и рыбаков залива Сен-Бриё // Социология власти : журнал  / пер. с англ. А. М. Корбута. — 2015. — Т. 27, № 1. — С. 196-231. — ISSN 2074-0492.
  - Каллон М. Некоторые элементы социологии перевода: одомашнивание морских гребешков и рыбаков залива Сен-Бриё // Философско-литературный журнал «Логос» : журнал  / пер. с англ. К. Майоровой. — 2017. — Т. 27, № 2 (117). — С. 49-94. — ISSN 0869-5377.